# Reginaldo Andrade
Reginaldo da Silva de Andrade, mais conhecido como Reginaldo Hollyfield (Salvador, 9 de abril de 1966), é um pugilista brasileiro.
Foi o principal nome do boxe baiano por um longo período. Antes de Acelino Popó Freitas, era ele quem dominava a modalidade no estado. Foram seis títulos brasileiros, quatro sul-americanos, seis latinos, um hispânico e dois mundiais pela Federação Mundial de Boxe (FMB), todos na categoria super médio.
Notabilizou-se pela rivalidade implacável com o pugilista pernambucano Luciano Todo Duro, caracterizada por pirraças, trocas de insultos e até brigas com luta corporal em pesagens e programas de televisão. O ápice da disputa entre os dois aconteceu durante uma entrevista no estúdio da TV Globo em Recife, onde ambos os pugilistas se atacaram ao vivo e acabaram derrubando o apresentador Rembrandt Júnior.
Esta rivalidade foi contada em um documentário, intitulado A Luta do Século, que foi dirigido pelo cineasta baiano Sérgio Machado.

## Biografia

### Rivalidade com Luciano Todo Duro
O maior adversário de Reginaldo Hollyfield durante a sua carreira foi o pernambucano Luciano Todo Duro, um ano mais velho que Hollyfield. Eles lutaram seis vezes, com três vitórias para cada lado. No entanto, as brigas entre os rivais extrapolavam os ringues. Os dois já trocaram socos em coletivas de imprensa, pesagens e até durante a participação de um programa jornalístico.
Depois de onze anos da última luta, em 2015, um novo confronto entre os dois foi marcado, como parte do documentário A Luta do Século. Todo Duro, com 50 anos, venceu, por decisão unanime dos juízes, após um embate de seis rounds. A luta aconteceu no dia 11 de agosto de 2015, no Clube Português, em Recife. Esta luta acabou sendo um desempate no confronto. Assim, a rivalidade terminou com quatro vitórias de Todo Duro contra três de Reginaldo Hollyfield.

### Acidente: 40% do corpo queimado
Em setembro de 2011, a casa de Hollyfield, no bairro de Massaranduba, em Salvador, pegou fogo. De acordo com a mãe dele, os sobrinhos do atleta atearam fogo a um papel que caiu em um colchão. Reginaldo tentou salvar os sobrinhos de um incêndio e acabou caindo e atingido pelas chamas. Por conta disso, ele teve graves queimaduras em 40% de seu corpo. As chamas atingiram principalmente os braços e o ombro, mas as pernas também sofreram queimaduras. O pugilista ficou internado por um bom período no Hospital Geral do Estado e teve que passar por duas cirurgias por causa das queimaduras de 2º e 3º graus.
Evander Hollyfield, de quem Reginaldo utiliza o nome como apelido, mostrou-se comovido com o caso e prometeu ajudar dizendo ainda: "Esse sim é um herói de verdade".
Pouco tempo depois, ele recebeu um prêmio de R$ 50 mil no quadro Lar Doce Lar, do programa Caldeirão do Huck. Recebeu, ainda, muita ajuda dos baianos.
Até Luciano Todo Duro, eterno rival, fez elogios ao Hollyfield. "Olha, ele foi macho de verdade. Foi um homem. Eu até ia no programa do Luciano Huck para dar um depoimento sobre ele, mas depois não me chamaram mais. Agora, passou. Se eu cruzar com ele, eu mato. Sempre quis matar esse baiano e ele não escapa mais".

### Carreira política
Concorreu a vereador de Salvador nas eleições municipais de 2012 pelo PDT, porém não se elegeu.

### Aula de boxe para crianças
Após a tentativa frustrada de ser vereador da capital baiana em 2012, o pugilista fez amizade com um deputado estadual e foi chamado para trabalhar na cidade de Filadélfia, que fica no interior do estado da Bahia, para trabalhar com o boxe com as crianças do município.

## Filmografia
- 2013 - O Ninja do Gueto Contra o Coronel Mané - participação especial
- 2016 - A Luta do Século - documentário que narra a rivalidade histórica entre Todo Duro e Hollyfield[5]
- A ser lançado - "Reginaldo Hollyfield, o Mizeravão" - documentário sobre o atleta[14]